# 密枝圆柏
密枝圆柏（学名：Sabina convallium var. convallium）为柏科圆柏属下的一个变种。

## 扩展阅读
- 維基物種上的相關：密枝圆柏